# マルタ直轄植民地

マルタ直轄植民地及び属領
Crown Colony of the Island of Malta and its Dependencies（英語）
Colonia dell'Isola di Malta e sue Dipendenze（イタリア語）
Kolonja tal-Gżira ta' Malta u l-Gżejjer li jagħmlu Magħha（マルタ語）

国歌: God Save the Queen（英語）
女王陛下万歳

冷戦中の地図

マルタ直轄植民地（マルタちょっかつしょくみんち、英語: Crown Colony of Malta）は、マルタ島およびその周辺の島々を含んだイギリスの植民地である。
1813年にマルタ保護領からイギリスの直轄植民地となった。1964年9月21日にマルタ国として独立した後、1974年12月13日に君主制を廃止し共和制へと移行、新たにマルタ共和国となり現在に至る。